# 19BOX 〜あの日の忘れもの〜
- 19BOX 〜あの日の忘れ物〜

『19BOX 〜あの日の忘れもの〜』（ジュークボックス あのひのわすれもの）は、2012年9月3日から毎週月曜 15:00 - 15:55にエフエム佐賀で放送している、邦楽を中心としたラジオ番組。パーソナリティは北村尚志。山代ガスの1社提供。

## 概要
- シンガーソングライターや音楽プロデューサーとして活躍する北村による、「1970年代・'80年代・'90年代の[注 1]日本のポップスを中心にフルコーラスでお送りする、大人の為の音楽番組」。このキャッチコピーの通り、メインに紹介するのは邦楽だが、洋楽もある程度フォローされている。エフエム佐賀では『Look Back Goodies』と並ぶ、楽曲紹介を中心とした番組。
  - 番組審議会からは、「リスナーターゲット層が（審議会当時の）40～50歳台に絞られていることで選曲やトーク内容に統一感があり番組カラーがうまく出ている」と評価されている[3]。
- 毎回、タイトルコールで放送回数をカウントしている。2022年3月28日、放送500回を迎えた[4]。
- 番組名の『19BOX』とは、「19歳の箱」から転じて「10代の心」をイメージしたもの[5]。なお、番組名の表記は局の公式においても『19BOX 〜あの日の忘れ物〜』との揺れがある（紙版タイムテーブルやradikoの表示で確認できる）。本項では、Web版タイムテーブル及びリクエストフォーム、並びに北村のブログでの表記に従った。
  - ラジオCMでは、スポンサーを冠に付けた『山代ガスpresents 19BOX 〜あの日の忘れもの〜』という案内になる。
- 本番組放送のため、エフエム福岡からネットする『FM名曲コレクション』は平日のうち月曜のみ15時台の放送が無い[注 2][注 3]。

## 放送時間
- 月曜日 15:00 - 15:55（JST。2012年9月3日 - ）
  - 土曜日 8:00 - 8:55に再放送（JST。2025年6月7日 - ）

## パーソナリティ
- 北村尚志

## コーナー
コーナーは後述の「ミニ特集」のみだが、番組の流れは「リクエストを織り込んだ選曲」→「ミニ特集」と固定化されている。

### ミニ特集
- 後半パートに於けるコーナー。特定のアーティストやアルバム、季節絡みなど、何らかのテーマを組んで選曲する。
  - 稀に、全編特集とする場合もある（例：2020年12月28日放送分「筒美京平が残した歌たち」[6]、2021年12月27日放送分「2021年 天国に旅立ったアーチストからのメッセージ」[7]）。